# Hemeroplanis pyraloides
Hemeroplanis pyraloides är en fjärilsart som beskrevs av Jacob Hübner 1827. Hemeroplanis pyraloides ingår i släktet Hemeroplanis och familjen nattflyn. Inga underarter finns listade i Catalogue of Life.